# San Giuseppe dei Nudi (Nápoly)
A San Giuseppe dei Nudi templom Nápoly történelmi központjában, az egykori Santa Maria dell’Olivo kibővítése.

## Története
1785-ben építette Giovanni del Gaizo megőrizve az eredeti négyszögletes alaprajzot. 1888-ban Luigi Angiolia tervei alapján teljesen átépítették, ekkor vált görög kereszt alaprajzúvá. Két oldalkápolnája és egy poligonális kórusa van az apszisban. Oltárai a 18. századból származnak: az egyik a névadó Szent Józsefnek, a másik a Krisztus születésének van szentelve. A belső homlokzatát egy aranyozott orgona díszíti.